# Правец 16А
Правец 16А је био кућни рачунар фирме Правец који је почео да се производи у Бугарској од 1989. године.
Користио је Intel 8088, или 8088-2 као микропроцесор. RAM меморија рачунара је имала капацитет од 256, 384, 512 или 640 KB (опциона 256KB картица за проширења је била доступна).
Као оперативни систем кориштен је SPS-DOS 3.30 (бугарска верзија система IBM DOS 3.30)..

## Детаљни подаци
Детаљнији подаци о рачунару 16A су дати у табели испод.
|                       |                                                                              |
| [ 1 ]                 |                                                                              |
| Произвођач            |                                                                              |
| Тип                   | кућни рачунар                                                                |
| Меморија              | 256, 384, 512 или 640 (опциона 256KB картица за проширења је била доступна)  |
| Поријекло             | Бугарска                                                                     |
| Година                | 1989                                                                         |
| Тастатура             | Тастатура са пуним помаком тастера, 85 тастера, латинични/ћирилични тастери. |
| Процесор              |                                                                              |
| Фреквенција процесора | 4,77 или 8                                                                   |
| RAM                   | 256, 384, 512 или 640 (опциона 256KB картица за проширења је била доступна)  |
| ROM                   |                                                                              |
| Текст                 | 40 x 25 / 80 x 25                                                            |
| Графика               | 160 x 100 (16 боја), 320 x 200 (4 боје), 640 x 200 (монохроматски)           |
| Боја                  | 16                                                                           |
| Звук                  | унутрашњи мали звучник                                                       |
| Димензије             | непознато                                                                    |
| Портови               |                                                                              |
| Оперативни систем     | 3.30 (бугарска верзија система 3.30).                                        |